# Le Nain rouge
Le Nain rouge est une série de bande dessinée d'aventure créée par le dessinateur René Durand et le scénariste René Durand. Après un premier tome publié en 1985 par Lavauzelle, Bordes réalise seul un second volume publié en 1993 par Soleil.
Cette bande dessinée historique qui se déroule au début de la Révolution française raconte l'histoire d'un homme qui cherche à se venger d'un groupe de chouans qui a massacré sa famille.

## Albums
1. René Durand (scénario), Yves Bordes (dessin) et Yves Chagnaud (couleurs), Les Sept Bourreaux, Lavauzelle, 1985  (ISBN 2-7025-0130-3).
Réédité sous le titre La Nuit des rédempteurs avec des couleurs d'Yves Bordes par Soleil en 1990  (ISBN 2-87764-028-0).
2. Yves Bordes (scénario, dessin et couleurs), L'Œil de la nuit, Soleil, coll. « Soleil noir », 1993  (ISBN 2-87764-082-5).